# Bokor (Ungheria)
Bokor è un comune dell'Ungheria di 136 abitanti (dati 2001). È situato nella contea di Nógrád.